# Pallavolo alla XXVII Universiade
Il torneo di pallavolo della XXVII Universiade si è svolto a Kazan', in Russia, dal 6 al 16 luglio 2013. Al torneo maschile hanno partecipato 21 rappresentative, a quello femminile 15.

## Podi

### Uomini
| Evento                        | Oro | Argento | Bronzo |
| Pallavolo maschile (dettagli) | Russia Artëm Vol'vič Dimitrij Kovalev Sergej Antipkin Oleg Syčev Denis Šipot'ko Denis Birjukov Valentin Golubev Aleksandr Markin Dmitrij Ščerbinin Dmitrij Il'inych Maksim Žigalov Sergej Savin | Polonia Kacper Popik Grzegorz Łomacz Wojciech Włodarczyk Karol Kłos Miłosz Hebda Wojciech Żaliński Maciej Zajder Grzegorz Bociek Krzysztof Wierzbowski Wojciech Ferens Piotr Hain Damian Wojtaszek | Giappone Shoh Ozawa Shunsuke Chijiki Taichiro Koga Tatsuya Shiota Hideomi Fukatsu Sogo Watanabe Hidetomo Hoshino Haku Ri Takashi Dekita Issei Maeda Yamato Fushimi Shūzō Yamada |

### Donne
| Evento                         | Oro | Argento | Bronzo |
| Pallavolo femminile (dettagli) | Russia Marija Borodakova Anastasija Salina Irina Zarjažko Aleksandra Pasynkova Natalija Hončarova Ksenija Naumova Ekaterina Pankova Viktorija Rusakova Natal'ja Dianskaja Natal'ja Malych Anna Malova Anastasija Šljachovaja | Brasile Carla dos Santos Mayhara da Silva Bruna da Silva Juliana Carrijo Regiane Bidias Sonaly Cidrão Ana Carolina da Silva Amanda Campos Tássia Silva Danielle Moreira Natasha Farinea Roberta Ratzke | Thailandia Piyanut Pannoy Em-orn Phanusit Thatdao Nuekjang Onuma Sittirak Amporn Hyapha Tapaphaipun Chaisri Nootsara Tomkom Jarasporn Bundasak Malika Kanthong Pornpun Guedpard Kaewkalaya Kamulthala Sontaya Keawbundit |

## Medagliere
| Pos.   | Paese      |   |   |   | Totale |
| ------ | ---------- | - | - | - | ------ |
| 1      | Russia     | 2 | 0 | 0 | 2      |
| 2      | Brasile    | 0 | 1 | 0 | 1      |
| 2      | Polonia    | 0 | 1 | 0 | 1      |
| 4      | Giappone   | 0 | 0 | 1 | 1      |
| 4      | Thailandia | 0 | 0 | 1 | 1      |
| Totale | Totale     | 2 | 2 | 2 | 6      |